# 呉建豪
呉 建豪（ヴァネス・ウー、Van Ness Wu、ウー・ジェンハオ、1978年8月7日 - ）は、台湾のアイドルグループ『F4』のメンバー。

## プロフィール
- 出身 - カリフォルニア州サンタモニカ（国籍：アメリカ合衆国）
- 身長 - 180cm
- 体重 - 72kg
- 血液型 - A型

## 来歴
- 2001年 - 『流星花園』（美作あきら役）にて俳優デビュー。その後、『流星花園』で共演した3人と共に『F4』を結成。
- 2002年 - ソロCD『身體會唱歌 / Body Will Sing』を、ソニー・ミュージックジャパンインターナショナルより発売。
- 2003年 - 『少年阿虎』にて映画デビュー。
- 2006年 - 韓国のダンス・アイドルグループ『H.O.T.』の元メンバーKangta（カンタ）とユニットグループ『Kangta & Vanness』を結成、CD『SCANDAL』をソニー・ミュージックジャパンインターナショナルより発売。7月8日・9日には、初来日ソロ公演となる『2006 Van Ness Wu 1st Concert　「VAN−DALISM in TOKYO」』が東京国際フォーラムにて開催。一時期、ビビアン・スーと交際していた。
- 2007年 - 7月に、2度目の来日ソロ公演となる『2007 Van ness Wu Concert in Tokyo V.Dubb My Kingdom』が東京国際フォーラム（7月13日、14日）、パシフィコ横浜（7月16日）の2会場にて開催。
- 2008年 - 2月に公式サイト『JUST VAN NESS』にて新規会員募集の停止、2009年2月末日にてサイト閉鎖することが発表された[3]。その後、8月に初の自叙伝『夢・遊: Day Dreamer』を発売。洪金寶の息子で『Tension（天炫男孩）』の洪天祥と共同で映画製作会社「天地仁和 SMASH and GRAB」を設立[4]している。
- 2009年 - 2月末日にて『JUST VAN NESS』が閉鎖し、3月に新たに日本公式サイト『VANNESS.TV』が始動[5]。5月にはVANNESS名義でソロ・プロジェクトを始動、シングルCD『Only』をポニーキャニオンより発売。
- 2010年12月14日、東京ドームで開催のDATV主催 ほほえみプロジェクト『Message! to Asia』に出演。
- 2011年4月24日、NHKホールで開催の『Asia Music Summit vol.2 feat.Dance masters』に出演。

## 出演作品

### ドラマ
- 流星花園〜花より男子〜 （原作：神尾葉子『花より男子』） （2001年）- 美作あきら（美作） 役
- 流星雨 （原作：神尾葉子『花より男子』、台湾版オリジナルストーリー）（2001年）- 美作あきら（美作） 役
- ピーチガール〜蜜桃女孩〜（蜜桃女孩〜Peach Girl〜） （原作：上田美和『ピーチガール』） （2001年）- 岡安浬（阿浬） 役
- 流星花園II〜花より男子〜 （2002年）- 美作あきら（美作） 役
- 部屋においでよ（來我家吧〜Come to My place〜） （原作：原秀則『部屋においでよ』） （2002年）- マスター（JJ） 役
- 求婚事務所（Say Yes Enterprise） 第1章（2004年）- 宋振凱 役
- 君につづく道（這裡發現愛 Wish to see you again） （2007年-2008年）- レオ（李奧） 役
- 秋のコンチェルト（下一站,幸福）（2009年）- レン・クァンシー（任光晞） 役
- あの日を乗り越えて〜那年、雨不停國〜（那年，雨不停國）（2010年）- ビャオグー（阿晃表哥） 役
- （大劇院）（2010年）- ウェイ・チン（韋青） 役
- 王子様の条件〜Queen Loves Diamonds〜（拜金女王）（2011年）- ツァイ・ジアハオ（蔡家豪） 役
- ティアモ・チョコレート〜甘い恋のつくり方〜（愛上巧克力）（2012年）- ファン・ジアホワ（方家驊） 役
- 王女未央-BIOU-（錦繡未央）（2016年）- 拓跋余 役
- （如果,愛）（2018年）- 宋喬植 役

### 映画
- スター・ランナー（少年阿虎） （2003年、香港作品）- ボンド（鄭建邦） 役
- ドラゴン・スクワッド（猛龍） （2006年、香港作品）- ホー（阿豪 / 黄信豪） 役
- カンフー無敵（功夫無敵） （2006年、香港作品）- リク（馬利） 役
- 三国志（三国之見龍卸甲）  （2008年、中国・韓国合作作品）- 関興 役
- カンフーシェフ（功夫厨神） （2008年、香港作品）- ケン・ロン（龍健一） 役
- ホーンティング・ラヴァー〜血ぬられた恋人たち〜（等著你回來） （2009年、香港作品）- リャンクァン（梁廣）、チャンクァン（三爺） 役（一人二役）
- 夢の向こう側〜ROAD LESS TRAVELED〜（樂之路） （2011年、台湾作品）- Mike 役
- （球愛天空） （2012年、台湾作品）- 林承輝 役
- （變身） （2013年、台湾作品）- 遊民 役
- （閨密） （2014年、中国作品）- 九天 役
- ドラゴン・ブレイド（天將雄師） （2015年）- 役（中国版のみ）
- 道士下山（道士下山） （2015年）- 崔道融 役
- イップ・マン 完結（葉問4） （2019年）- ハートマン・ウー 役

### バラエティ番組
- 星跳水立方（2013年）
- Asia's got talent　(2015年)
- 極速前進中國版3（2016年）
- 女人我最大（2016年）
- ストリートダンス・オブ・チャイナS2（原題：这！就是街舞）（2019年）
- ストリートダンス・オブ・チャイナS4（原題：这！就是街舞）（2021年）[6]
- Shine ! Super BrothersS2（原題：追光吧！）（2021年）
- Welcome Back To SoundS2（原題：朋友请听好）（2021年）
- Call me by Fire Season 2 （原題：披荆斩棘）（2022年）
- ストリートダンス・オブ・チャイナS5（原題：这！就是街舞）（2022年）

### CM
- 愛戀金誓（2007年、台湾）
- Hyundai（2012年 -、台湾）

## 音楽活動

### アルバム（ソロ）
- 『身體會唱歌 / Body Will Sing』（CDアルバム） 2005年11月23日 日本版発売
- 『V.DUBB』（CDアルバム） 2007年5月30日 日本版発売
- 『In Between』（CDアルバム） 2008年9月10日 日本版発売
- 『C'est La "V"』（CDアルバム） 2011年7月15日 日本未発売
- 『Different Man』（CDアルバム） 2013年6月7日 日本未発売
- 『#MWHYB 音樂不羈』（CDアルバム） 2016年12月6日 日本未発売
- 『精選 呉建豪』（CDアルバム） 2017年2月24日 日本未発売
- 『Take a Ride』（CDアルバム） 2022年7月22日 日本未発売

※VANNESS 名義
- 『REFLECTIONS』（CDアルバム） 2010年2月3日発売
- 『V』（CDアルバム） 2011年4月20日発売
- 『Best Album』（CDアルバム） 2013年8月21日発売

### シングル（ソロ）
- 『CHILL』 2022年4月8日発売[2]

※VANNESS 名義
- 『Only』 2009年5月20日発売
- 『I don't wanna lose you』 2009年9月2日発売
- 『Reason』 2010年1月20日発売
- 『No More Tears』 2010年7月21日発売
- 『Soldier』 2010年9月21日発売
- 『Endless Dance』 2012年3月7日発売

### アルバム（Kangta & Vanness）
- 『SCANDAL』 2006年7月5日 日本版発売

### DVD
※VANNESS 名義
- 『Soldier Of Light』（DVD） 2010年10月20日発売

## 書籍
- 自叙伝 『Day Dreamer』 2009年5月13日 日本版発売 ISBN 978-4-27-000485-2